# تاريخ الحياة الاصطناعية
وقد أوضح هومر جاكوبسون التكرار الذاتي الأساسي في الخمسينيات من القرن العشرين بمجموعة قطارات نموذجية - وهي عبارة عن «كائن حي» يتكون من «رأس» و «ذيل» بوكسار يمكن أن يستخدم قواعد النظام البسيطة لخلق «كائنات» جديدة مطابقة لنفسها باستمرار، ما دامت هناك مجموعة عشوائية من الكرات البوكسكار الجديدة التي يمكن السحب منها. اقترح إدوارد مور «مصانع الحياة الاصطناعية»، التي من شأنها أن تكون مصانع عائمة التي يمكن أن تخلق نسخ من نفسها. ومن الممكن برمجتها للقيام ببعض الوظائف (استخراج المياه العذبة، وتجميع المعادن من مياه البحر) من أجل استثمار صغير نسبياً مقارنة بالعائدات الضخمة من أعداد المصانع المتزايدة بشكل متزايد. كما درس فريمان دايسون الفكرة، وتوخى آلات ذاتية التكرار أرسلت لاستكشاف واستغلال الكواكب والأقمار الأخرى هذا «البناء الشامل» يقرأ من شريط من التعليمات وكتب سلسلة من الخلايا التي يمكن بعد ذلك أن تكون نشطة لترك نسخة كاملة التشغيل من الآلة الأصلية وشريطها. عمل فون نيومان على نظريته الآلية بشكل مكثف حتى وفاته، واعتبرها أهم أعماله.منذ لا يقل عن 300 عام قد سحر البشر بفكرة اعطاء المصنوعات البشرية الحياة. كما رأينا في الحكايات التي تتراوح بين بجماليون وفرانكشتاين، كانت الحياة البشرية دائما مفتونة بمفهوم الحياة الاصطناعية.

## ما قبل الكمبيوتر
أقدم الآمثلة على الحياة الاصطناعية هي الات صناعية شيدت باستخدام ضغط الهواء والميكانيكا و/أو المكونات الهيدروليكية. قد تم تصور أوب آلة خلال القرنين الثالث والثاني قبل الميلاد، وقد برهن ذلك من خلال نظريات بطل الإسكندرية التي احتوت على حلول ميكانيكية وهيدروليكية معقدة. تم تضمين العديد من أعماله البارزة في كتاب Pneumatics ، والذي استخدم أيضا لبناء الالات في أوئل العصور الحديثة.قام ليناردو دافنشي ببناء فارس مدرع عام 1490، ويعتبر أول انسان الي في الحضارة الغربية.
روبوتات الجزري ذات الشكل البشري تعتبر أيضا من الأمثلة الأولى الشهيرة. هذا المخترع العربي قام في يوم من الأيام ببناء فرقة من الالات التي يمكن انتأمر بعزف مقطوعات موسيقية مختلفة.وأيضا توجد تلك البطة الاصطناعية التي صنعها جاك دي فوكانسونالتي عرضت عام 1735، احتوت على الالالف من الأجزاء المتحركة وهي من أول حالات تقليد النظام البيولوجي. قيل أن البطة يمكنها ان تأكل وتهضم وتشرب وتسبح في بركة. تم عرضها في جميع انحاء أوروبا حتى أصبحت في حالة سيئة.
في أواخر القرن السادس عشر، ادعى رينيه ديكارت بأن الحيوانات يمكن فهمها على أنها الات فيزيائية بحتة. وقد زاد اهتمامه بفكرة إذا ما كان يمكنه تصميم آلة مثل الحيوانات قادرة على التوالد (آلة تتكاثر ذاتيا). في أوائل القرن الثامن عشر بعد اذروة الثورة الصناعية البريطانية، في عام 1859 نشر كتاب تشارلز دراوين عن أصل الأنواع. استكشف العديد من الكتاب في أواخر القرن التاسع عشر فكرة بناء الآت يمكنها أن تتطور وتصبح أكثر ذكاء وليس فقط أن تتكاثر ذاتيا.
ومع ذلك، لم تكن الحياه الاصطناعية كعلم شرعي حتى بدء اختراع قوة الحوسبة الرخيصة، وقد تعمقت أكثر في النظرية والحاسوبية أكثر من الميكانيكية والاسطورية.

## من الخمسينيات إلى السبعينيات
أحد أوائل المفكرين في العصر الحديث الذين افترضوا امكانيات الحياة الاصطناعية، كان معجزة الرياضيات والحاسوب جون فون نيومان. وفي اواخر السبعينيات في ندوة هيسكون بكالفورنيا باستضافة ليونس باولنغ ألقى نيومان محاضرة بعنوان«النظرية العامة والمنطقية للأوتوماتا». وقد عرف الإنسان الالي بأنها أي آلة يسير سلوكها منطقياً من خطوة إلى أخرى من خلال الجمع بين المعلومات من البيئة وبرمجتها الخاصة، وقال إن الكائنات الطبيعية ستجد في النهاية أنها تتبع قواعد بسيطة مماثلة.وتحدث أيضا عن فكرة تكاثر الآلات ذاتيا.لقد افترض آلة - آلية حركية - تتكون من كمبيوتر تحكم، وذراع بناء، وسلسلة طويلة من التعليمات، تطفو في بحيرة من الأجزاء. باتباع التعليمات التي كانت جزءًا من جسمه، يمكنه إنشاء آلة متطابقة. لقد اتبع هذه الفكرة من خلال إنشاء (مع ستانيسلو أولام) آليًا قائمًا على المنطق البحت، لا يتطلب جسمًا ماديًا ولكنه يعتمد على الحالات المتغيرة للخلايا في شبكة لا نهائية - أول إنسان خلوي. كان الأمر معقدًا بشكل غير عادي مقارنةً بـ CAs اللاحقة، حيث تحتوي على مئات الآلاف من الخلايا التي يمكن أن توجد كل منها في واحدة من تسع وعشرين حالة، لكن فون نيومان شعر أنه بحاجة إلى التعقيد حتى تعمل ليس فقط كآلة تتكاثر ذاتيًا " "، ولكن أيضًا كجهاز كمبيوتر عالمي كما حدده آلان تورينج.هذا «البناء الشامل» يقرأ من شريط من التعليمات وكتب سلسلة من الخلايا التي يمكن بعد ذلك أن تكون نشطة لترك نسخة كاملة التشغيل من الآلة الأصلية وشريطها. عمل فون نيومان على نظريته الآلية بشكل مكثف حتى وفاته، واعتبرها أهم أعماله.